# Eleições parlamentares no Turcomenistão em 1990
Eleições para o Conselho Supremo da RSS Turcomena foram realizados em 7 de janeiro de 1990. Embora a política multipartidária tenha sido introduzida, o Partido Comunista do Turcomenistão foi o único partido registrado. Ganhou cerca de 90% dos 175 assentos. A participação eleitoral foi de 93,6%.

## Resultados
| Partido                            | Assentos  | Porcentagem |
| ---------------------------------- | --------- | ----------- |
| Partido Comunista do Turcomenistão | 157 / 175 | 89.7        |
| Independentes                      | 18 / 175  | 10.3        |
|                                    |           |             |
| Total                              | 175 / 175 | 100.0       |
| Fonte:                             |           |             |